# Nerácio Cereal
Nerácio Cereal foi um político romano, um senador do Império Romano, prefeito urbano de Roma e cônsul.

## Biografia
Ele era irmão de Gala, esposa de Júlio Constâncio, e meio-irmão de Vulcácio Rufino. Provavelmente teve um filho chamado Nerácio Escópio.
Possuidor dos bálneos descobertos em 1873 no Esquilino, os bálneos de Nerácio Cereal, entre a igreja construída pelo Papa Libério (agora conhecida como a Basílica de Santa Maria Maior) e a Basílica de Júnio Basso (Sant'Andrea Catabarbara); tratava-se talvez da Casa de Nerácio (em latim: Domus Neratiorum), família de classe senatorial do século II.